# 4-nonanamina
La 4-nonanamina es una amina primaria con fórmula molecular C9H21N.
- Datos: Q5652292